# Gräfenhain
Gräfenhain est une commune allemande de l'arrondissement de Gotha, en Thuringe et qui est administrée par la ville voisine d'Ohrdruf.

## Géographie

Situation de la commune dans l'arrondissement de Gotha

Gräfenhain est un village-rue (Waldhufendorf) situé dans la forêt de Thuringe, au sud de l'arrondissement, à la limite avec l'arrondissement de Schmalkalden-Meiningen à 3 km au sud-est d'Ohrdruf et à 14 km au sud de Gotha, le chef-lieu de l'arrondissement. La commune est administrée par la ville voisine d'Ohrdruf. La commune atteint une altitude proche de 700 km dans sa partie sud.
Communes limitrophes (en commençant par le nord et dans le sens des aiguilles d'une montre) : Ohrdruf, Luisenthal, Oberschönau, Tambach-Dietharz et Georgenthal.

## Histoire
Le village de Gräfenhain est apparu au XIe siècle, à l'époque des grands défrichements organisés par les landgraves de Thuringe mais la première mention écrite date de 1230 lors de la vente du village par les comtes de Gleichen au monastère de Goergenthal. L'économie du village est basée sur l'exploitation de la forêt, la fabrication de poupées et de céramique. En 1869 est créée la manufacture de porcelaine Halbig qui emploiera jusqu'à 200 ouvriers.
La commune a fait partie du duché de Saxe-Cobourg-Gotha dans l'arrondissement d'Ohrdruf. En 1920, le village est intégré à l'arrondissement de Gotha.
En 1952, la commune est intégrée dans le district est-allemand d'Erfurt avant de rejoindre l'arrondissement de Gotha lors du rétablissement du land de Thuringe en 1990.

## Démographie
| 1910  | 1925  | 1933  | 1939  | 1995  | 2000  | 2005  | 2010  |
| ----- | ----- | ----- | ----- | ----- | ----- | ----- | ----- |
| 1 877 | 1 864 | 1 888 | 1 877 | 1 431 | 1 528 | 1 482 | 1 391 |

## Politique
À l'issue des élections municipales du 7 juin 2009, le Conseil municipal, composé de 12 sièges, est composé comme suit :
| Parti        | Nombre de conseillers | Pourcentage de voix |
| ------------ | --------------------- | ------------------- |
| SPD/WG       | 6                     | 48,4 %              |
| Fw-Blamu     | 4                     | 33,3 %              |
| SG Concordia | 1                     | 9,2 %               |
| Die Linke    | 1                     | 9,1 %               |

## Communications
Gräfenhain est située sur la route nationale B88 Eisenach-Ohrdruf-Ilmenau.